# Liquore allo zafferano
Il liquore allo zafferano è uno dei prodotti agroalimentari tradizionali italiani riconosciuto su proposta della regione Abruzzo dal Ministero delle politiche agricole alimentari e forestali..

## Produzione
Viene prodotto principalmente nell'altopiano di Navelli ed è un ottimo digestivo, a cui vengono aggiunte anche altre erbe aromatiche; può essere consumato sia freddo, che diluito per ottenere delle bevande dissetanti; viene altresì anche utilizzato nella preparazione dei dolci.